# 巴斯鎮區 (明尼蘇達州弗里伯恩縣)
巴斯鎮區（英語：Bath Township）是位於美國明尼蘇達州弗里伯恩縣的一個行政鎮區。

## 地方資料
巴斯鎮區的面積為92.70平方千米，當中陸地面積為92.45平方千米，而水域面積為0.25平方千米。根據2020年美國人口普查的數據，當地共有人口401人，而人口密度為每平方千米4.33人。